# Чегодаєвка (Стерлібашевський район)
Чегода́євка (рос. Чегодаевка, башк. Чегодаевка) — присілок у складі Стерлібашевського району Башкортостану, Росія. Входить до складу Старокалкашівської сільської ради.
Населення — 60 осіб (2010; 74 в 2002).
Національний склад:
- росіяни — 54%